# ملفات للتعريف التلقائي للأيض
بريام (باللاتينية: PRIAM) هو مختصر للعنوان الفرنسي التي تعني ملفات للتعريف التلقائي للأيض (بالفرنسية: PRofils pour l'Identification Automatique du Métabolisme)‏ لطريقة للكشف التلقائي للإنزيمات وتسلسل الببتيدات المحتملة. تستخدم بريام مصفوفة التهديف محددة الموقع [الإنجليزية] المنتجة تلقائياً لكل رقم تصنيف أنزيمي.

## روابط خارجية
- Claudel-Renard C, Chevalet C, Faraut T, Kahn D. "PRIAM: Enzyme-specific profiles for metabolic pathway prediction". On-line database. Rhone-Alpes Bioinformatics Center. مؤرشف من الأصل في 2019-05-29. اطلع عليه بتاريخ 2013-08-28.{{استشهاد ويب}}:  صيانة الاستشهاد: أسماء متعددة: قائمة المؤلفين (link)